# Nasjonal Samling

Emblem des Nasjonal Samling mit Sonnenkreuz-Symbol.

Parteiflagge des Nasjonal Samling.

Emblem der Hirden, der paramilitärischen Wehrorganisation der NS.

Die Nasjonal Samling (kurz NS, deutsch Nationale Vereinigung) war eine norwegische faschistische Partei zwischen 1933 und 1945. Ihr Parteiführer war Vidkun Quisling. Während der Zeit der deutschen Besatzung Norwegens 1940 bis 1945 war die NS die einzige zugelassene Partei Norwegens und kollaborierte mit der deutschen Besatzungsmacht.

## Geschichte
Die NS wurde am 13. Mai 1933 unter anderem von Vidkun Quisling und Johan Bernhard Hjort gegründet. Die Partei hatte in der Telemark und im Osloer Hauptstadtgebiet ihre Hochburgen und wurde vor allem von Norwegern mit „nationaler Gesinnung“ gewählt.

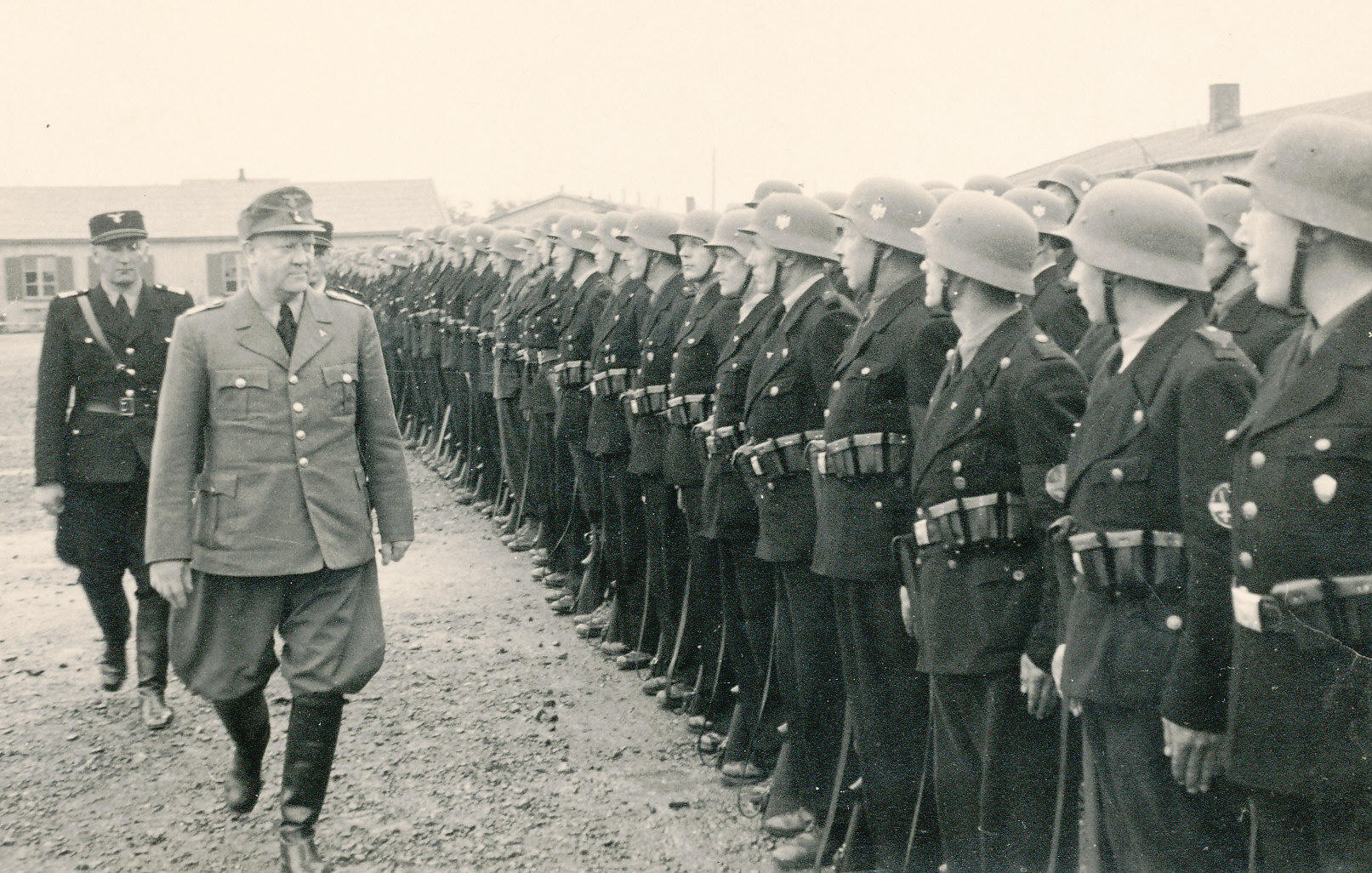
Quisling bei der Besichtigung der paramilitärischen Hirden

In den 1930er Jahren arbeitete sie eng mit der norwegischen Bauernpartei (Bondepartiet, der heutigen Zentrumspartei) zusammen, unter anderem gegen eine Enteignung von Bauernhöfen. Des Weiteren schürte die Partei den norwegischen Nationalismus und Antikommunismus und hegte gemeinhin Sympathien für das Deutsche Reich und das faschistische Italien. Ab 1935 übernahm Quisling, der in seiner Partei das Führerprinzip durchsetzte, antisemitische Ideen, was auch innerhalb der Partei innerhalb des christlichen Flügels auf Widerspruch stieß.
Bekannte Mitglieder waren der ehemalige norwegische Premierminister Jens Hundseid, der Polarforscher Adolf Hoel, der Opernsänger und Innenminister Albert Viljam Hagelin und der Komponist Christian Sinding. Der Schriftsteller und Literaturnobelpreisträger Knut Hamsun hingegen unterstützte zwar die politischen Ziele der Partei, war jedoch nie Parteimitglied.
Bei ihrer Auflösung nach Kriegsende im Mai 1945 zählte sie etwa 50.000 Mitglieder.
Nach dem Krieg wurden gegen mehr als 50.000 Norweger juristische Prozesse wegen Landesverrats eingeleitet. Über die Hälfte der Ermittlungsverfahren führten zu Freiheitsstrafen, Vermögenseinzug, Geldstrafen oder Wahlrechtsentzug. In 26 Fällen – allen voran der Parteiführer Quisling – wurden Todesurteile verhängt. Die Mehrheit der Verurteilten waren Unterstützer oder Mitglieder des Nasjonal Samling.